# Lahr
Lahr (tên chính thức là Lahr/Schwarzwald) ( tiếng Đức: [laːɐ̯] ); tiếng Đức Alemanni: Lohr) là một thị trấn thuộc bang Baden-Württemberg, Đức. Nơi đây nằm cách Freiburg im Breisgau khoảng 50 km về phía bắc, Strasbourg 40 km về phía đông nam và Karlsruhe 95 km về phía tây nam. Đây là đô thị lớn thứ hai ở huyện Ortenau xếp sau Offenburg.